# Polycyrtidea pusilla
Polycyrtidea pusilla là một loài tò vò trong họ Ichneumonidae.